# Kazuki Teshima
Kazuki Teshima (手島 和希 Teshima Kazuki?, nacido el 7 de junio de 1979 en Fukuoka) es un exfutbolista japonés. Jugaba de defensa y su último club fue el Kyoto Sanga FC de Japón.

## Trayectoria

### Clubes
| Club             | País  | Año         |
| ---------------- | ----- | ----------- |
| Yokohama Flügels | Japón | 1998        |
| Kyoto Sanga FC   | Japón | 1999 - 2009 |
| Gamba Osaka      | Japón | 2006        |

## Palmarés

### Títulos nacionales
| Título             | Club               | País  | Año  |
| ------------------ | ------------------ | ----- | ---- |
| Copa del Emperador | Yokohama Flügels   | Japón | 1998 |
| J2 League          | Kyoto Purple Sanga | Japón | 2001 |
| Copa del Emperador | Kyoto Purple Sanga | Japón | 2002 |
| J2 League          | Kyoto Purple Sanga | Japón | 2005 |